# HIV/AIDS 행동주의

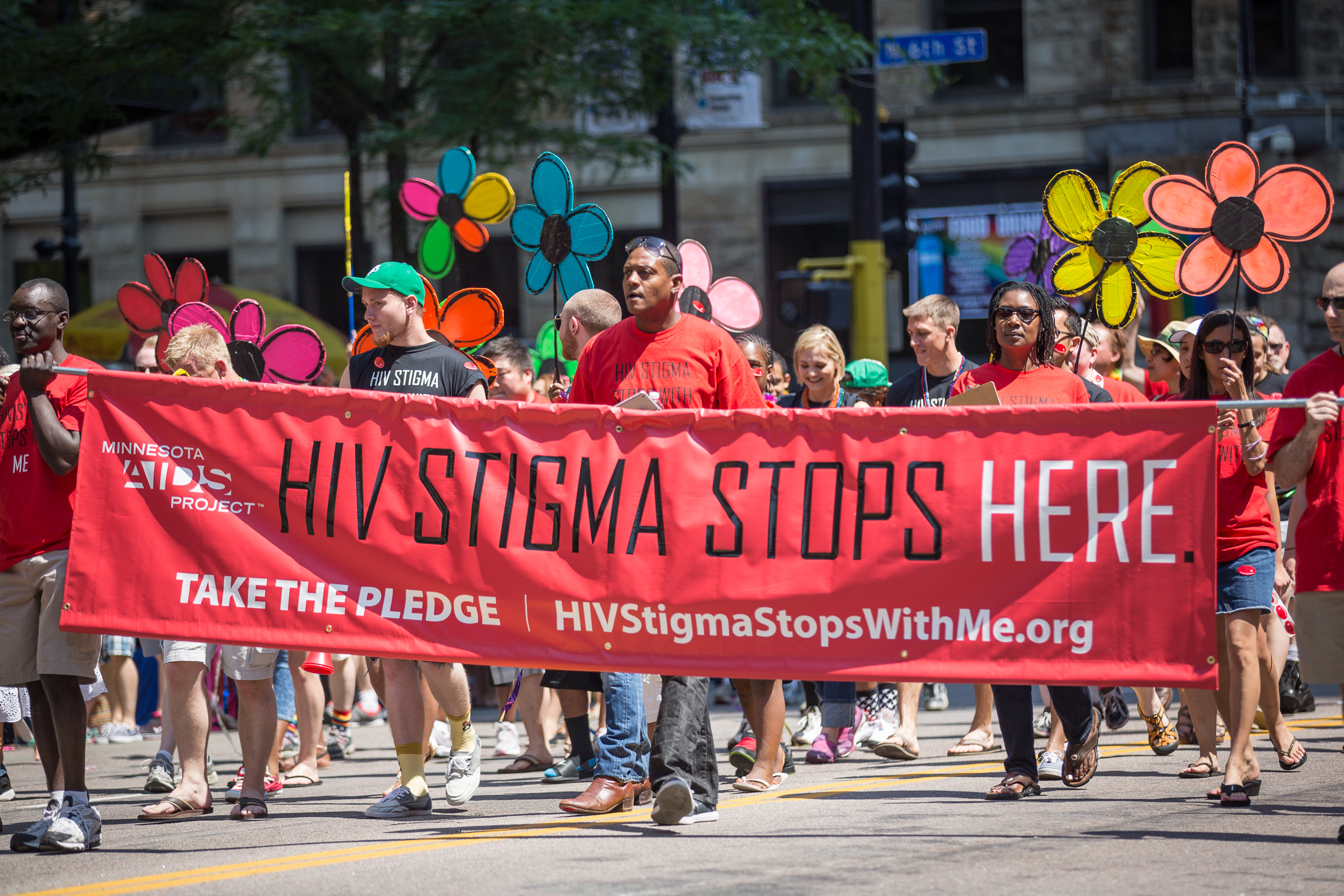
2013년 에이즈 환자가 겪는 편견에 맞써 사회운동가들이 미국 미네소타 주에서 퍼레이드를 진행했다.

HIV/AIDS 행동주의는 HIV/AIDS 감염자들의 치료가 느린 것에 대해 공중 보건 단체와 감염자에 대한 차별과 편견을 비난하고 시위를 하는 것을 말한다. 이 HIV/AIDS 행동주의는 지난 십여년 간 여러 나라에서 시위의 형태로 진행되었고, 이 시위에는 팜플렛 활동, 플래카드 흔들기, 공개 시위, 농성, 정치 지도자들의 교수형 등이 있다.

## 방법과 구조

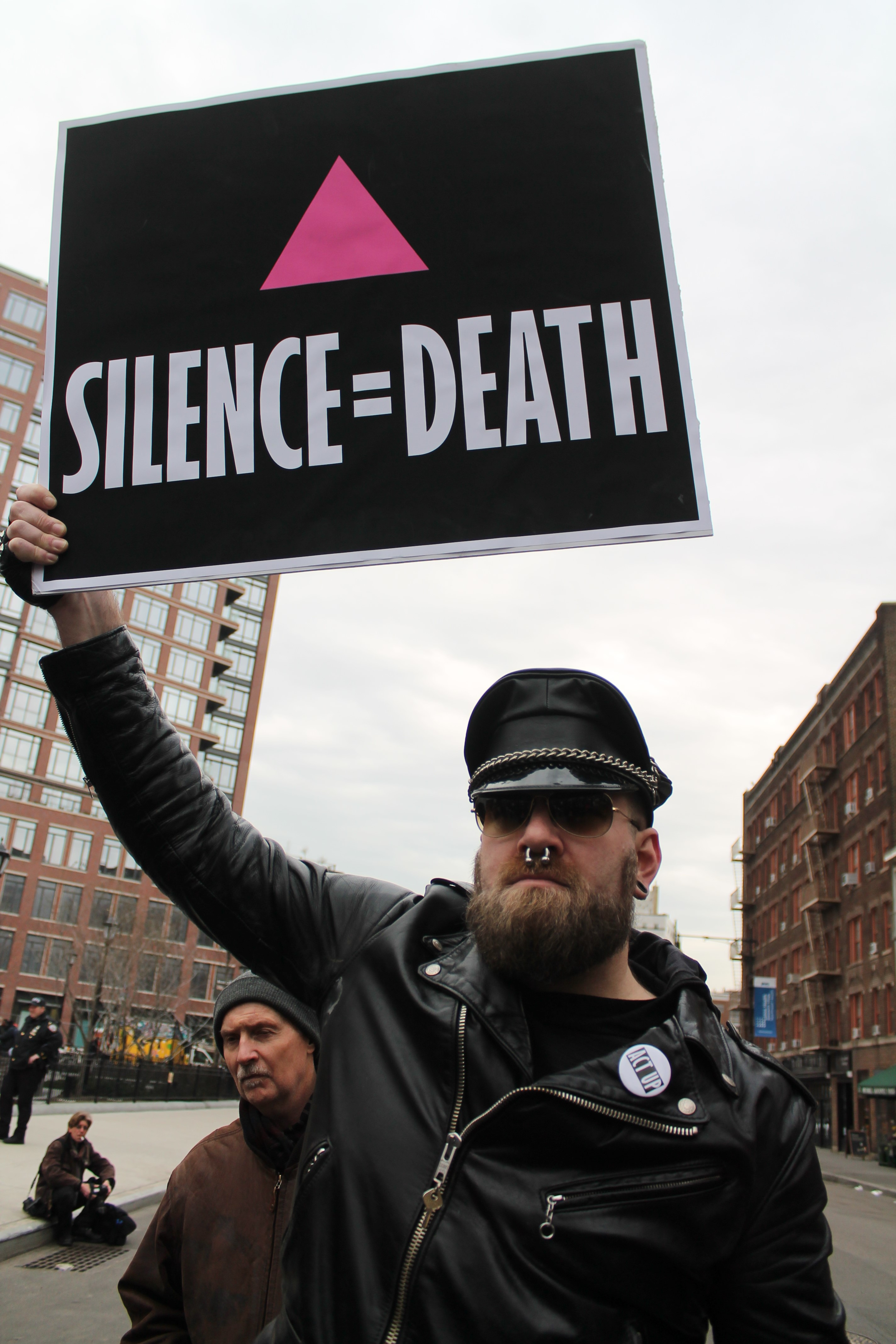
2017년 뉴욕에서 열린 시위대가 침묵=죽음 프로젝트에서 제작한 플래카드를 들고 있다.

HIV/AIDS 행동주의를 가진 사람들은 가족이나 친구를 위한 사람과 자신의 건강을 위해 노력하는 감염자들을 부추겨 활동을 해왔다. 이러한 시위에는 팜플렛 활동, 플래카드 흔들기, 공개 시위, 농성, 정치 지도자들의 교수형 외에도 다양한 것들이 있다.
미국에서는 분홍색 삼각형(나치 독일이 LGBT들을 박해할 때 사용했던 것)에 "침묵=죽음"이라 적혀있는 침묵=죽음 프로젝트에서 제작한 플래카드를 들고 시위하는 것이 일반적이다. 이 플래카드는 티셔츠 등에도 인쇄되었다.

## 지역별 역사

### 아프리카

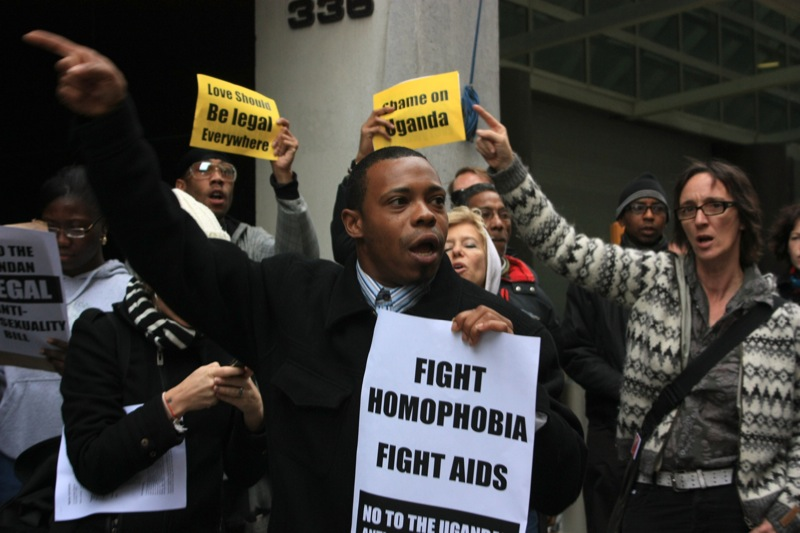
미국 뉴욕 액트 업 시위자들은 우간다의 동성애 반대 법안에 반대하는 시위를 벌였다.

후천면역결핍증후군에 대한 다양한 오해와 널리 퍼진 믿음은 아프리카의 치료를 지연시키는 문제를 초래했다. 에이즈 운동가들은 효과적인 치료를 마련하고 오해에 대항하기 위해 다양한 나라에서 활동했다. '버진 청소'라는 소문이 아프리카에서 퍼지자 국제적인 언론의 관심을 끌었는데, 이것은 성관계를 가져본 적이 없는 사람과 성관계를 맺으면 에이즈를 치료 할 수 있다는 소문이었다. 에이즈 운동가 베티 마코니는 이 소문을 없애기 위하여 반복적으로 노력했는데, 그녀는 1999년에 짐바브웨의 어린 성학대 피해자들을 지원하기 위해 "소녀 네트워크"를 설립했다.
우간다 정부가 동성애 관계를 범죄로 만드는 것을 목표로 2014년 동성애 반대 법안을 통과시키자 여러 단체부터 개인 활동가로부터 많은 비난을 받았다. 어떤 단체들은 이 법안을 통과시키면 우간다에서 심각한 HIV 문제를 막기 위한 노력이 2007년까지 완전히 사라질 것이라고 말하기도 했다.
후천면역결핍증후군에 대한 투쟁은 남아프리카 공화국에서 최근까지 지속되는 사회 문제이며, 2004년 5밴만명이 넘게 HIV 감염된 것으로 확인되었다. 사라진 아파르트헤이트를 기반으로 치료행동 캠페인과 정부의 갈등은 지속되고 있으며, 정부가 에이즈 부인주의에 대한 지지와 HIV 치료를 과학적이지 않게 접근하자 일부 운동가들은 남아프리카 공화국의 사람들이 생명권이 없다며 분노했다. 결국 2003년 9월, 남아프리카 공화국 정부가 HIV에 대한 공식적인 계획을 만들자 논평가들은 "인종차별정책이 사라진 이후 남아프리카 공화국에서 가장 큰 인권 추진 운동"이라며 치료행동 캠페인에게 호평을 했다.

## 분석
MD가 발간한 보고서에는 액트 업의 노력이 "의혹적으로 HIV/AIDS를 가진 사람들을 위한 과학, 치료, 서비스를 가속화했다"면서도, "활동가들에게 장기간 영향을 끼친다는 것을 발견했다"고 쓰여 있었다. 그러나 운동가들은 이 기회에 친밀하고 긍정적으로 초점을 맞춘 공동체의 일원이 된 것에 대해 감사를 표했다.
미국 국립보건원은 에이즈 활동가들의 압박이 목표를 달성하도록 촉발시킨다고 밝히고 "활동가들이 실험 단계에서 환자에게 더 널리 사용할 수 있는 약을 갖도록 강요한 것뿐만 아니라 에이즈 퇴치를 체계적인 연구 우선 과제로 삼은 것에 대해 높이 평가한다"고도 말했다.

## 같이 보기
- HIV 치료 비용
- HIV/AIDS의 역사
- HIV 양성 인구
- HIV/AIDS에 대한 오해
- NAMES 프로젝트 에이즈 메모리얼 퀼트
- 세계 에이즈의 날